# Erich Oese
Erich Oese (* 3. September 1926 in Radeberg; † 30. April 2012 in Berlin) war ein deutscher Pferdesportfunktionär und Fachautor für Pferdesport. Er war der Großvater des Voltigierers Erik Oese (* 1987).
Der Lehrer und examinierte Dolmetscher war dem Reit- und Fahrsport bereits seit Jugendtagen verbunden. Nach dem Zweiten Weltkrieg wurde er 1953 Vizepräsident und 1956 Präsident des Deutschen Pferdesport-Verbandes der DDR (DPV). Später stand er dem Wissenschaftlichen Zentrums des DPV vor. Zudem wirkte er als internationaler Richter im Spring- und Fahrsport sowie als Parcourschef bei internationalen Fahrveranstaltungen. Die von ihm erarbeitete Leistungsprüfungsordnung der DDR ähnelte der bundesdeutschen Leistungsprüfungsordnung.
Nach der politischen Wende in der DDR wurde Oese 1991 zum Prüfer für Richter und Ausbilder in Berlin, Brandenburg und Sachsen berufen. Bis zum 80. Lebensjahr gab Oese seine Erfahrung als Trainer A in seinem Heimatverein, dem Reit- und Fahrverein „Kleeblatt“ Berlin, in Berlin-Malchow weiter.
Als Oese 2012 verstarb, galt er als eine der „herausragenden Persönlichkeiten des ostdeutschen Pferdesports“.
Oese war Autor von mehreren Büchern zum Fahr- und Reitsport, insbesondere auch zum Quadrillereiten, Voltigieren, ‚Figurenreiten‘, Zweispännerfahren und zu Reitspielen.

## Schriften
- zusammen mit Gabriela Grillo (Musikteil): Quadrillenreiten: Idee, Gestaltung, Präsentation. FN-Verlag, Warendorf 1992 ISBN 978-3-88542-249-5.
- Zweispännig fahren. 2., bearb. Aufl., Sportverlag, Berlin 1991 ISBN 978-3-328-00494-3.
- zusammen mit Otto Roch: Zweispännigfahren. Sportverlag, Berlin 1962.
- Figurenreiten und Reiterspiele. Sportverlag, Berlin 1983.
- Reiten – Fahren – Voltigieren …: e. Handbuch für d. Ausbildung von Reiter u. Pferd. 2., verb. Aufl., Neumann-Neudamm, Melsungen 1981.
- Reiten – Fahren – Voltigieren. Neumann-Neudamm, Melsungen, Berlin, Basel, Wien 1973.
- Pferdesport. Band 1: Grundausbildung, Pferdekunde, Breitensport. 6., stark bearb. und erw. Aufl., Sportverlag, Berlin 1992 ISBN 978-3-328-00518-6.
- Pferdesport. Band 2: Training und Wettkampf. 6., stark bearb. und erw. Aufl., Sportverlag, Berlin 1992 ISBN 978-3-328-00518-6.
- Pferdesport. 4., bearb. Aufl., Sportverlag, Berlin 1982.
- Pferdesport. 2 Bände. Sportverlag, Berlin 1969/1970.